# Cyberpunk 2077
Cyberpunk 2077 (укр. Кіберпанк 2077) — відеогра в жанрі action RPG в стилі кіберпанку, розроблена польською студією CD Projekt RED на ігровому рушії REDengine 4 для Microsoft Windows, PlayStation 4 і Xbox One. CDPR під час розробки гри відкрили новий підрозділ у Вроцлаві та співпрацювали з Digital Scapes. До розробки Cyberpunk 2077 залучено більше людей, ніж у випадку The Witcher 3: Wild Hunt. Вперше гру було анонсовано 30 травня 2012 року. 11 червня 2018 року на виставці E3 був представлений перший трейлер.
Гра є адаптацією настільної рольової гри Cyberpunk 2020, її події відбуваються на п'ятдесят сім років пізніше у вигаданому місті Найт-Сіті, Каліфорнія, надаючи відкритий світ з шістьма різними регіонами. Гравці беруть на себе роль найманця Ві, стать і зовнішність якого налаштовуються за бажанням. На одному з завдань Ві стає мимовільним свідком убивства глави корпорації, що створила чип для перенесення свідомості. Вину за вбивство покладають на Ві та застрелюють. Але завдяки чипу Ві виживає і береться відновити справедливість, разом з тим шукаючи спосіб позбутися несподіваних побічних ефектів від носіння чипа.
Гра отримала похвалу від критиків за наратив, сеттінг та графіку. Однак деякі елементи геймплею отримали неоднозначні відгуки, а тематика та зображення трансгендерних персонажів зазнали певної критики. Її також широко критикували за помилки, особливо в консольних версіях, які страждали від проблем з продуктивністю. Sony видалила гру з PlayStation Store з грудня 2020 року по червень 2021 року, а CD Projekt виправила деякі проблеми. CD Projekt стали об'єктом розслідувань і колективних судових позовів за спроби применшити серйозність технічних проблем перед випуском; врешті-решт вони були врегульовані угодою про виплату 1,85 мільйона доларів США. Станом на вересень 2022 року гра була продана накладом понад 20 мільйонів копій. Розширення Ілюзія свободи разом із українською локалізацією гри має вийти 26 вересня 2023 року на ПК та дев'ятому поколінні ігрових консолей. Було анонсовано продовження.

## Ігровий процес

### Основи
Гра переважно відбувається з виглядом від першої особи. Протагоніст має кодове ім'я Ві (V), його походження, стать, зовнішність і голос налаштовуються на початку. Залежно від походження, Ві отримає різні стартові значення характеристик «Сила» (здатність носити важкі предмети, ефективність ближнього бою, витривалість), «Рефлекси» (ефективність стрілянини та володіння холодною зброєю), «Технічні здібності» (рівень вправності з високотехнологічною зброєю, майстрування, технічна обізнаність), «Інтелект» (злам і програмування) і «Холоднокровність» (прихованість і ефективність діалогів).
Ві може вирішувати завдання різним шляхом: убивати ворогів особисто аби досягнути цілі, пробиратися потай, покладатися на силу зброї або швидкість руху. Для вдосконалення своїх здібностей Ві потрібно купувати й оновлювати кіберпрограми, ставити собі кібернетичне оснащення. Імплантати дозволяють вдосконалити відчуття, посилювати захист, точніше стріляти, зламувати ворожі імплантати тощо, створюючи власний стиль гри. Весь сюжет можливо пройти, не скоївши жодного вбивства.
Зброя поділяється на три категорії: стандартна, технічна (дозволяє вражати крізь перепони) та «розумна» (самонавідна). Ушкодження мають чотири типи дії: фізична, теплова, електромагнітна та хімічна.
Місце дії, Найт-Сіті, складається з шести регіонів — корпоративного міського центру, заселеного іммігрантами Вотсона, розкішного Вестбруку, передмістя Гейвуда, нетрів Пасифіки та промислового Санто-Домінго. Місто оточує спустошена територія. Подорожувати між ними Ві може як пішки, так і на транспортних засобах — мотоциклах і автомобілях. В їхньому багажнику, крім того, зберігаються речі, за якими можна повернутися в міру потреби. В автомобілі також можна слухати місцеве радіо. Сам Ві має квартиру й гараж. У місті динамічно змінюється час доби й погода. Так, вночі Найт-Сіті наповнюють неонові вогні, змінюються перехожі.
Подекуди живуть іншомовні персонажі, і щоб розуміти їх, Ві повинен поставити собі спеціальний імплантат-перекладач. Залежно від регіону, правоохоронці по-різному реагують на скоєні Ві злочини. Також, до нього по-різному ставляться банди, що подекуди цілком контролюють території. В деяких місцях пропонуються мініігри: хакерство, автоперегони, змагання в різних видах бою і стрілянини.
Від різних персонажів Ві отримує завдання, за виконання яких отримує досвід, репутацію і кошти. Головні надавачі завдань називаються «фіксерами», вони можуть зателефонувати Ві в будь-який момент, нагадуючи про своє доручення/прохання. Досвід підвищує рівень розвитку персонажа та дозволяє вдосконалювати з кожним рівнем якусь характеристику, відкриваючи додаткові здібності. Крім того, здібності можна розвинути, придбавши спеціальні чипи, або довго вправляючись у відповідному занятті. Висока репутація дає доступ до нових, відповідальніших і важчих завдань, а також до нової зброї та кібернетичних імплантатів. Походження Ві та результати попередніх вчинків зумовлюють ставлення інших персонажів. Від вчинків і репутації залежать варіанти відповідей в діалогах. При цьому на відповідь дається лише певний час.

### Класи/Ролі
Cyberpunk 2077 має плавну систему класів, де V може в основному відповідати трьом гілкам навичок, дозволяючи гравцеві обрати те, що найкраще підходить його стилю гри й експериментів, але жодному разі не замикається в заданий клас.
- Netrunner: Елітні хакери світу, чий клас розрахований на гравців, які віддають перевагу стелсовому підходу до розв'язання проблем. Їхні навички можуть надати їм доступ до повсякденних об'єктів, таких як двері з кодовим замком, складніші системи безпеки й шифрування, і навіть до людського мозку.
- Techie (укр. Технар): інженери, здатні створювати й використовувати різні види зброї, спорядження і предметів для поліпшення свого стилю гри. Безпілотники й турелі — ось деякі приклади підконтрольної їм техніки.
- Solo (укр. Соло): найманці, чиї навички зосереджені на бойових діях. Вони витривалі й швидкі, а також найздібніші противники ближнього бою[14].

## Сетинґ
Найт-сіті — це американський мегаполіс майбутнього, розташований у вільному штаті Каліфорнія, який контролюють корпорації, і де не діють закони ні країни, ні штату. У ньому розвиваються конфлікти внаслідок розгулу бандитських війн і їхніх суб'єктів-власників, що борються за панування. Місто залежне від робототехніки для повсякденних аспектів життя, таких як збір відходів, технічне обслуговування та громадський транспорт. Його візуальна ідентичність походить від чотирьох епох: строгий ентропізм, барвистий кітч, імпозантний неомілітаризм і розкішний неокітч. Інтернет контролюють корпорації і армія. Бездомність зростає, але кібернетична модифікація також доступна для бідних, породжуючи косметичну залежність і подальше насильство. Цими загрозами займається збройна сила, відома як Psycho Squad. Травматологічна бригада може бути використана для швидкого надання медичних послуг. Через постійну загрозу заподіяння фізичної шкоди всім громадянам дозволяється володіти і відкрито носити вогнепальну зброю в громадських місцях.

## Сюжет
Тут наведено загальний сюжет гри без побічних завдань.
Пролог. Гра починається в різних місцях, залежно від обраного минулого Ві. Після першого зіткнення з кримінальним світом Найт-Сіті, Ві в усіх варіантах знайомиться з найманцем Джекі Веллсом, і вони товаришують. Дія переноситься на пів року вперед. Ві з Джекі отримують завдання від місцевого фіксера — Вакако Окади. Найманці збирають зброю, спорядження, а Джекі також тренує Ві в комп'ютерній симуляції, якщо той забажає. Їхнім новим завданням стає розшукати викрадену бандитами корпоратку, котра володіє цінною інформацією. Успішне виконання завдання привертає увагу фіксера з «вищої ліги» Декстера Дешона. Він доручає викрасти в корпорації Arasaka чип, який дозволяє оцифровувати свідомість і переносити її в інше тіло. Але перед тим необхідно підготуватися до операції — забрати у банди техно-психів «Мальстром» бота, за якого Декстер вже заплатив, і виконати особисте прохання замовниці — Евелін Паркер — про персональну зустріч. Порядок виконання не має значення. В сховку банди «Мальстром» виявиться, що раціональний ватажок Брік, з яким домовився Декстер, вже не при справах, і друзям доводеться домовлятись заново вже з новим керівництвом — з психопатом на ім'я Ройс. Ройс вимагає заплатити йому за бота. Але перед завданням ДеШон проінформував Ві, що є ще одна зацікавлена ботом людина — корпоратка Мередит Стаут, яка була відповідальна за конвой з ботом і якій треба знайти його викрадачів. Якщо Ві зустрінеться з Мередит — вона дасть кредитний чип з вірусом, яким і можна розрахуватись з Ройсом, однак це призведе до бійки. Але також можна або видалити вірус з чипа, або попередити Ройса про вірус, або ж заплатити своїми грошима, не зустрічаючись з Мередит взагалі — тоді є шанси розійтися з Ройсом мирно. Евелін Паркер при зустрічі розповідає Ві про тонкощі завдання, а також знайомить Ві зі своєю подругою — Джуді Альварес, яка навчить героя користуватись брейндансами — об'ємними записами минулих подій. З їх допомогою Ві побачить будівлю корпорації зсередини очами Евелін, що допоможе детальніше спланувати операцію. По закінченню Евелін пропонує Ві «кинути» Декстера і поділити прибуток порівну. Після цього найманці зустрічаються з Дексом і нетранером Ті-Баг в клубі «Посмертя» для обговорення останніх деталей плану і оплати. Якщо Ві не розповість Декстеру про зраду Евелін — то Декстер пообіцяє стандартний тариф, 30 % від загального прибутку, якщо ж розкаже — то фіксер підвищить винагороду до 40 %.
Ві з Джекі вдається проникнути в будівлю корпорації та викрасти валізу-холодильник з чипом. Але несподівано прибуває засновник корпорації Сабуро Арасака та його син Йорінобу. Найманці стають свідками сварки — Сабуро обурений, що Йорінобу намірився продати чип «західним варварам». Син убиває батька, а охороні каже, що Сабуро отруїли невідомі. Найманці поспіхом тікають, переслідувані охороною. Валіза пошкоджується, тому Джекі змушений вийняти чип і вставити його собі в голову, щоб лишити його справним. Невдовзі його смертельно ранить охорона, Ві забирає чип і повертається до Декстера. Проте Декстер звинувачує Ві у вбивстві Сабуро та застрелює його в надії, що за ним не прийдуть.
Ві бачить спогади рокера, борця проти влади корпорацій Джонні Сілвергенда, записані в чип, та переживає його пригоду, що сталася в 2023 році. Найманець дізнається, як Джонні потрапив у полон Сабуро Арасаки і той переніс його свідомість на чип. Щойно цей чип опиниться в неактивному мозку, Джонні зможе переміститися в тіло-носія, що зрештою і сталося.
Згодом Ві отямлюється на звалищі, куди його притягнули Декстер та його тілоохоронець. Туди ж прибуває тілоохоронець Сабуро — Горо Такемура. Несподівано Такемура застрелює Декстера та повідомляє Йорінобу, що знайшов убивцю Сабуро й доставить його живцем для розправи. Він везе ледве живого Ві до Йорінобу на авто, але дорогою дає ліки. Найманці Йорінобу намагаються вбити його, авто зазнає аварії, Такемура доставляє Ві до лікаря Віктора, котрий повідомляє, що чип не можна вийняти, інакше Ві одразу загине, але особистість Джонні Сілвергенда поступово витіснятиме особистість Ві. Такемура пропонує Ві допомогти йому покарати Йорінобу за вбивство хазяїна. За це Такемура обіцяє допомогти врятуватися від згубної дії чипа.
Основна частина. Переживаючи спогади Джонні, Ві дізнається як у 2013 році хакерка Альт Каннінґем створила програму «Душогуб», яка переносить особистість людини на електронний носій, але при цьому вбиває мозок. Сабуро викрав Альт і змусив її створити власну версію «Душогуба». З допомогою цієї програми він оцифровував своїх противників і клієнтів, які хотіли б здобути безсмертя, а їхні особистості зберігав у віртуальному світі «Мікоші». Джонні, намагаючись врятувати Альт, запізнився і її вже оцифрували до його прибуття. В спробі визволити Альт, Джонні ненавмисне вбив її тіло. Через це Джонні став повстанцем, він підбурював до бунтів проти Arasaka і врешті намірився підірвати її штаб-квартиру термоядерною бомбою в 2023 році. Проте планам перешкодив Адам Смешер, який фатально поранив Джонні, Сабуро схопив його і також оцифрував з допомогою «Душогуба».
Блукаючи по Найт-Сіті, Ві виходить на людей, які повідомляють, що в корпорації Arasaka вже були готові піти далі — в рамках програми «Врятуйте ваші душі» продавати чипи, що дозволяють записувати оцифровані особистості назад у живий мозок. Викрадений чип був прототипом саме такого пристрою, що приніс би корпорації величезні прибутки, адже безліч клієнтів бажатимуть безсмертя. Банда хакерів «Вуду-хлопці», що й замовила викрадення чипа Декстеру через Евелін, знайомить Ві з енграмою Альт, яка може таємно виходити в Мережу з «Мікоші». Альт обіцяє допомогти Ві та Джонні «розділитися», якщо вони дістануться до сервера, на якому міститься «Мікоші».
Аби протистояти дедалі сильнішому впливу Джонні, Ві доводиться приймати ліки — омега-блокувальники. З іншого боку, Ві може піддатися впливу Джонні, щоб дізнатися про нього більше. Ві розкриває, що сестра Йорінобу, Ханако, претендує на пост керівниці корпорації та єдина з живих тепер людей знає як обернути дію біочипу. Ві викрадає її при допомозі Такемури, а потім Ханако сама пропонує співпрацювати. В гілці її завдань з'ясовується, що особистість Сабуро було збережено на чипі. Також, Ві знайомиться з Панам Палмер — дівчиною-кочовицею, що мешкає в околицях Найт-Сіті та є частиною клану кочовиків «Альдекальдос». За допомогою Панам Ві викрадає і допитує вченого, який створив біочип — Андерса Гелльмана, від якого і дізнається про те, наскільки його положення безнадійне. Ві, крім того, виходить на фіксера Роуґ, колишню коханку Сільвергенда, що досі не забула його. Роуґ знайомить Ві з оперативником Вейлендом, здатним замінити цілий загін. Заручившись підтримкою однієї з сил Найт-Сіті, Ві отримує змогу тим чи іншим шляхом пробитися до штаб-квартири Arasaka, щоб врятуватися самому та вирішити долю міста.
Фінали. Залежно від попередній вчинків і вибору гравця, у гри є чотири головних закінчення:
- Якщо Ві не слухає Джонні та об'єднується з Ханако, то згодом рятує її від Йорінобу зі штаб-квартири корпорації, і обоє вирішують покарати Йорінобу. При допомозі Ханако Ві розповідає раді директорів корпорації, що Йорінобу вбив свого батька і той тікає, пославши проти Ві Адама Смешера. Подолавши Адама, Ві переслідує Йорінобу та доставляє його до Ханако живим. За це Ханако обіцяє відділити особистість Джонні від Ві. За якийсь час Ві отямлюється після операції на космічній станції й довідується, що Джонні стерто, але мозок уже зазнав непоправних ушкоджень. Над ним ставлять незрозумілі йому досліди, Ві вже перестає відрізняти реальність від снів. З новин стає відомо, що Сабуро відроджено в тілі свого сина та він знову очолює корпорацію. Це спричиняє протести по всьому світу, адже тепер багаті можуть бути безсмертними. Творець біочипу Гелльман (замість нього може бути Такемура, якщо герой врятував його при порятунку Ханако спецпризначенцями), пропонує Ві вибір: оцифрувати свою особистість, і потім її можливо буде перенесено в нове здорове тіло; або лишити все як є і тоді Ві, повернувшись на Землю, помре за кілька місяців. Під час титрів друзі Ві шлють повідомлення зі своїми думками щодо останніх подій.
- Якщо Ві не слухає застереження Джонні та об'єднується з Панам (для відкриття цього фіналу треба повністю закінчити гілку її квестів) та з її кланом «Альдекальдос», вони погоджуються допомогти пробитися до «Мікоші», а заодне і добути купу корисної техніки з вежі «Арасаки» і, найголовніше, репутацію. Ві вступає до лав «Альдекальдос», після чого разом з ними пробивається до штаб-квартири корпорації по підземних тунелях. Дехто з товаришів у ході штурму штаб-квартири загине. Наприкінці шляху Ві долає Адама Смешера та дістається до вмістилища віртуального світу для оцифрованих особистостей. Після під'єднання до віртуальності до Ві звертається оцифрована Альт з пропозицією відділити особистість Джонні, але в усякому разі мозок Ві уже пошкоджено. Ві може продовжити процес витіснення своєї особистості Джонні аби той воскрес в його тілі, а Ві буде оцифровано та приєднано до Альт. Тоді Джонні цілком отримує тіло, купує нову гітару, відвідує символічну могилу Ві та покидає Найт-Сіті. Якщо ж Ві лишає контроль над тілом, то тікає з Найт-Сіті разом із «Альдекальдос», щоб прожити решток часу на свободі в колі друзів і нової сім'ї. В разі якщо Ві має коханку/коханця, він/вона вирушить разом з Ві. Під час титрів друзі Ві шлють повідомлення зі своїми думками щодо останніх подій.
- Якщо Ві згоден з Джонні (для цього треба не відмовляти Джонні в проханнях тимчасово взяти контроль над тілом, тобто виконувати його побічні квести) та вирішує віддати йому своє тіло під контроль, то Джонні вирушає до Роуґ. Вона, з огляду на колишні стосунки, погоджується допомогти йому пробитися у штаб-квартиру, для чого кличе на підмогу Вейленда. В штаб-квартирі Джонні долає Адама Смешера, але Роуг гине. Джонні під'єднується до віртуального світу та отримує можливість перенести себе туди, повернувши Ві контроль над тілом, але в усякому разі мозок Ві уже пошкоджений. За результатом уявної бесіди, Ві або лишається у віртуальному світі як частина Альт, а Джонні займає його тіло; або лишає Джонні у віртуальному світі, а сам повертається у своє тіло, щоб дожити останні місяці як легенда Найт-Сіті. Якщо контроль над тілом лишається у Ві, він/вона вирушає на своє останнє завдання, яке видає таємничий Містер Синьоокий — пограбування казино на космічній станції. Якщо ж тілом керує Джонні, він купує нову гітару, відвідує символічну могилу Ві та покидає Найт-Сіті. Під час титрів друзі Ві шлють повідомлення зі своїми думками щодо останніх подій.
- Ві може викинути омега-блокувальники та застрелитися. Під час титрів друзі Ві жалкуватимуть, що так сталося. Цей фінал не вимагає особливих умов і доступний в моменти, коли Ві приймає ліки.

У прихованому фіналі, якщо у Ві та Джонні бездоганні стосунки (треба виконувати особливі умови під час проходження гілки Джонні і досягти 70 % міцності стосунків з ним), а інший фінал ще не почато, вони об'єднують свої здібності, щоб спільно керуючи одним тілом пробитися в штаб-квартиру корпорації через парадні двері. Якщо місія успішна (вона триває без збережень, смерть у ній остаточна і прирівнюється до фіналу з суїцидом), то наприкінці пропонується обрати, хто лишиться керувати тілом, а хто стане частиною Альт. Секретний фінал відрізняється від фіналу з Джонні та Роуг й тим, що події проходять швидше і, що Ві не бере з собою Роуг. З цього слідує, що вона виживає і її потім можна буде зустріти в «Посмерті» перед взяттям замовлення від Містера Синьоокого.

## Основні персонажі
- Ві (англ. V) — керований гравцем протагоніст відеоігри. Стать V, зовнішній вигляд, навички й історія — усе налаштовується на початку гри й впливає на подальшу історію. V народився/лась 10 грудня 2054 року й приїхав/ла в Найт-сіті у віці 23 років. Передісторією може бути: «Кочовик» — подіям гри передували мандри країною та мародерства без зупинок ніде надовго. В такому разі починає гру в занедбаних околицях; «Дитя вулиць» — дитинство Ві минуло серед вуличних банд, що навчило виживати за правом сильного. Починає гру в нетрях Гейвуда; «Корпорат» — Ві належить до міської еліти, що вирішує долі простих жителів за принципом «мета виправдовує засоби». Ві починає гру як агент контррозвідки в штаб-квартирі корпорації Arasaka.
- Джонні Сілвергенд (англ. Johnny Silverhand) є центральним персонажем всієї серії Cyberpunk, а також впливовим рок-боєм і солістом групи «Samurai». Кіану Рівз виконує роль Джонні, давши йому свою зовнішність і голос в оригінальному озвучуванні. Протягом всієї гри Ві відвідує лише «цифровий привид» Сілвергенда, його оцифрована особистість, записана в мозковий чип. Виступає гідом для Ві по місту і перебуває з Ві протягом більшої частини гри. Він коментує дії гравця через закадровий голос, а іноді з'являється в полі зору Ві у вигляді накладеного зображення. Поступово особистість Джонні витісняє особистість Ві, що веде до різних фіналів усієї гри.
- Декстер Дешон (англ. Dexter Deshawn) — один з найкращих фіксерів у місті. Навряд чи в Найт-сіті є щось таке, про що він не знає. У нього вбивча інтуїція та досвід, щоб відповідати за свої слова — той, хто впорається зі своєю першою роботою для Декса, певно піде далеко в кримінальному підпіллі. Саме Декстер дає Ві та Джекі завдання з викрадення чипа, а потім звинувачує Ві в убивстві Сабуро Арасаки, якого той не скоював. Декстер наприкінці прологу гри вбиває Ві (як йому здається), та невдовзі його вбиває тілоохоронець Сабуро, Такемура.
- Джекі Веллс (англ. Jackie Welles)  — один з перших напарників V, а також партнер під час декількох місій. Він говорить іспанською (та використовує мексиканський сленг) і не любить міських злидарів. Його мотоцикл є одним з транспортних засобів, яким гравці можуть пересуватися в Найт-сіті (залежачи від того, чи прийме Ві ключ від мотоцикла Джекі на його поминках).
- Йорінобу Арасака (англ. Yorinobu Arasaka) — син керівника корпорації Arasaka, Сабуро Арасаки (англ. Saburo Arasaka), головний антагоніст гри. Попри молодий вигляд, Йорінобу набагато старший, йому 82 роки. Він керівник банди «Сталевих драконів» і засновник «Залізного лотоса», через які контролює місто. А вбивши батька, стає також і керівником корпорації, про що давно мріяв. Йорінобу планує нажитися на продажі чипів для перенесення свідомості, для чого полює на Ві, в якого чип опинився.
- Ґоро Такемура (англ. Goro Takemura) — тілоохоронець Сабуро, котрий прагне помститися за свого хазяїна. Він знаходить пораненого Ві на звалищі та допомагає йому в обмін на сприяння власній помсті. Такемурі також не чужа доля корпорації, тому він бажає змістити Йорінобу з посади, замінивши його сестрою Ханако.
- Ханако Арасака (англ. Hanako Arasaka) — донька Сабуро, завдяки технологіям виглядає дуже молодою, хоча в 2077 році їй вже 78. Як і батько, Йорінобу любить її та опікує, хоча Ханако — його потенційна конкурентка. Ханако — фахівчиня з електроніки та єдина людина, здатна з'ясувати роботу програми «Душогуб» (Soulkiller) для переміщення свідомості з мозку в комп'ютер, розробленої Альт Канніґем.
- Альт Канніґем (англ. Alt Cunningham) — видатна хакерка, колишня коханка Джонні Сільвергенда. Вона ще на початку століття створила програму «Душегуб», потім була викрадена за наказом Сабуро та з 2013 року продовжила існування як оцифрована свідомість, схована на носієві десь у Найт-Сіті.

## Випуск

### Анонси
Гру «Cyberpunk 2077» анонсували в травні 2012 року. У січні 2013 року було опубліковано тизер-трейлер, який набрав 12 мільйонів переглядів до червня 2018 року. У тому ж році було підтверджено, що гра вийде на Microsoft Windows, а вихід на PlayStation 4 і Xbox One був анонсований на E3 2018, де вони показали другий трейлер і медіа-ексклюзивну демонстрацію ігрового процесу, випущену для публіки в серпні того року, після її появи на Gamescom. На E3 2019 третій трейлер показав дату випуску 16 квітня 2020 року. Після цього, гра отримала більше передзамовлень, ніж «The Witcher 3: Wild Hunt». Друга демонстрація ігрового процесу була продемонстрована учасникам E3, а 15-хвилинна версія з'явилася в інтернеті наприкінці серпня, після того, й тоді був анонсований вихід гри на Google Stadia.
16 січня 2020 року на офіційній сторінці Instagram CD Projekt Red, а також Cyberpunk 2077 було опубліковано зображення, на якому була написана інформація про перенесення кінцевої дати виходу з 16 квітня на 17 вересня 2020 року. Причину ж перенесення розробники пояснили так: «Гра вже цілком готова до гри, але в ній все ще присутня велика кількість маленьких помилок, які ми маємо усунути до виходу гри, щоб відшліфувати її до ідеалу».
У вересні 2020 року в рамках Tokyo Game Show 2020 розробники презентували новий 9-хвилинний ролик с геймплеєм.
А 27 жовтня CD Projekt RED оголосила про зсув дати випуску гри до 10 грудня 2020 р.

### PlayStation 5 та Xbox Series X
Після повідомлення про перенесення кінцевої дати виходу відеогри на 5 вересня 2020 року, вважалося, що це було зумовлено бажанням CD Projekt RED випустити відеогру для консолей дев'ятого покоління. Як відомо, дев'яте покоління ігрових систем має розпочатися з випуском PlayStation 5 і Xbox Series X, вихід яких заплановано на останній квартал 2020-го. «Поки що, Cyberpunk готується до виходу лише на PlayStation 4, Xbox One та ПК» — заявив фінансовий директор (CFO) компанії Пйотр Нелюбович під час конференції з інвесторами, де й було сповіщено про затримку виходу відеогри. Подібну думку стверджує й головний виконавчий директор компанії Адам Кіцінський: «[Cyberpunk 2077] завжди створювалася для PS4 та Xbox One. Ми думаємо над наступним поколінням, але наразі ми зосереджені на теперішньому».

### Підтримка
Оновлення до версії 1.1, видане 22 січня 2021 року, виправило споживання оперативної пам'яті грою та виправило помилки, пов'язані зі збереженням/завантаженням гри та ключовими точками в сюжеті. А також усунуло відображення хибної інформації в інтерфейсі та втрату брейндансів, виправлено помилки при виконанні деяких завдань, коли гравці не отримували потрібних предметів чи інформації. Було оптимізовано поведінку натовпу на PlayStation 4 Pro та PlayStation 5.
В оновленні до версії 1.2, виданому 29 березня 2021 року, було виправлено головні помилки та недоопрацювання. А саме, усунено миттєву появу поліції за спиною протагоніста в разі вчинення злочинів (вона виникає далі та через певний час), дозволено налаштовувати різкість повороту транспорту, переназначати клавіші для різних дій, додано можливість виїжджати з перешкод, якщо транспорт застряг у них, виправлено некоректну роботу деякої зброї та імплантів, усунено вразливості деяких ворогів, що робили боротьбу з ними надто легкою, змінено розташування деяких персонажів, полагоджено ланцюжки завдань, що припинялися без логічного фіналу чи призводили до некоректного перебігу виконання інших завдань.
В ході хакерської атаки, що відбулася в лютому 2021, було викрадено сирцевий код The Witcher 3: Wild Hunt та Cyberpunk 2077, який потім поширювався за плату. Код дозволив встановити як виглядала гра в дорелізній версії, зокрема, що в ній був вигляд від третьої особи.
Оновлення до версії 1.23, видане 17 червня 2021 року, виправило збої анімації та інтерфейсу, роботу квестів, зменшило кількість однакових персонажів.
У версії 1.5, виданій 15 лютого 2022 року, було додано трасування променів, додаткові графічні режими PlayStation 5 та Xbox Series X (з акцентом на швидкість або якість), нові локації та деталі зовнішності персонажів, зброю, пози для фоторежиму. Також удосконалили поведінку натовпу, транспорту, та ШІ в боях.
Патч 1.6, виданий 6 вересня 2022 року, дозволив змінювати одяг без впливу на параметр броні персонажа. Став можливим перехресний прогрес між проходженнями гри на різних платформах — останнє збереження стає автоматично доступне на всіх платформах у власності гравця. Було додано деякі секрети, пов'язані з аніме «Cyberpunk: Edgerunners». Крім того додалася гоночна мінігра та нові ефекти для фоторежиму. На Xbox Series S з'явилася опція запускати гру в новому графічному режимі при стабільних 60 кадрах на секунду та динамічній роздільності 1080p. Це другий режим після стандартного, що пропонує 30 кадрів на секунду при роздільності максимум 1440p. Новий режим зменшує навантаження на систему, усуваючи частину деталей зі сцен. А також у грі змінився баланс зброї, дрібні візуальні та аудіоефекти, розширилася підтримка модифікацій.

## Супутня продукція

### Артбук
«Світ гри Cyberpunk 2077» (англ. The World of Cyberpunk 2077) — артбук про відеогру, від американського видавництва «Dark Horse Books». Авторства Марціна Батильди, спільно з розробником гри «CD Projekt RED».
У вересні 2019 року, на «CCU2019», українське видавництво «Вовкулака» анонсувало видання локалізованої версії артбуку.
Синопсис
|                      | Ласкаво просимо до футуристичного мегаполісу Найт-Сіті, епіцентру яскравої нової дії-RPG від CD Projekt Red. Пориньте у 2077 рік, у світ дистопічних метрополій, де насильство, гноблення та імплантати кіберпрофілів не просто поширилися навколо – вони тепер необхідні інструменти для досягнення успіху. Долучетеся до знань про економічний занепад Сполучених Штатів, який спричинив залежність людей від коварних корпорацій і породив Вільний штат Каліфорнія. Вивчіть різні райони, банди та історію міста. Дізнайтеся все, що потрібно знати про технології найближчого майбутнього, вивчіть кібернетику, зброю та транспортні засоби Cyberpunk 2077. Ця книга – велика збірка знань про всесвіт відеогри Cyberpunk 2077, в якому є все, що потрібно знати про історію, персонажів та світ довгоочікуваного шедевра від творців серії відеоігор Відьмак. |
| — «Вовкулака» (2020) | |

### Анімація
«Cyberpunk: Edgerunners» — анімаційний серіал від Studio Trigger, який транслюватиметься на Netflix. Випуск відбувся у 2022 році.
Сюжет складає окрему від гри історію з 10 епізодів про вуличного хлопця, який стає найманцем, аби вижити в місті майбутнього, одержимому технологіями та модифікаціями тіла.

## Сприйняття

### До випуску
Тизер-трейлер отримав нагороду «Вибір глядачів» за найкращу анімацію на 2013 FITC Awards, нагороду «Найкращий трейлер» на 2013 Machinima Inside Gaming Awards, і був номінований на нагороду «Найкращий трейлер до відеогри» на 2013 Golden Trailer Awards. Відеогра Cyberpunk 2077 здобула понад сотню нагород на E3 2018, серед яких — нагороди в номінаціях «Найкраща гра», «Найкраща гра для Xbox One», «Найкраща гра для ПК», «Найкраща RPG», і «Вибір глядачів» на IGN, «Найкраща рольова гра» та «Гра виставки» (англ. Game of the Show) на Game Informer, «Найкраща гра виставки E3» на PC Gamer, і «Гра виставки» на GamesRadar+. Другий трейлер отримав широке визнання як один із найкращих трейлерів на виставці, хоча письменник Вільям Гібсон, якого вважають першопрохідцем кіберпанку як піджанру наукової фантастики, сказав, що «трейлер до гри Cyberpunk 2077 справляє на мене таке враження, наче це — GTA з темою оформлення у загальному стилі ретро-майбутнього 80-х». Об'єктом критики також стало те, що гра використовує перспективу від першої особи, на відміну від The Witcher 3: Wild Hunt, у якій використовувалась перспектива від третьої особи. Гра також перемогла в номінаціях «Найбажаніша/Найочікуваніша гра» на Golden Joystick Awards (2018, 2019) та Titanium Awards (2019).
Cyberpunk 2077 була найбільш обговорюваною грою на виставці E3 2019, де її презентація наряду з третім трейлером здобула нагороди в номінаціях «Найкраща гра виставки E3» на GamesRadar+, PC Gamer, Rock, Paper, Shotgun, та Ars Technica, «Найкраща гра», «Вибір глядачів», «Найкраща гра для PS4», «Найкраща гра для Xbox One», «Найкраща гра для ПК», і «Найкраща RPG» на IGN, а також «Особлива похвала за графіку» на Game Critics Awards. Третій трейлер здійняв фурор через появу в ньому Кіану Рівза, який також з'явився й на сцені виставки, де особисто презентував гру.

### Після випуску
| Агрегатор  | Оцінка     |
| ---------- | ---------- |
| Metacritic | PC: 86/100 |

| Видання        | Оцінка |
| -------------- | ------ |
| Game Informer  | 9/10   |
| GameSpot       | 7/10   |
| GamesRadar+    | 5/5    |
| IGN            | 9/10   |
| PC Gamer (США) | 78/100 |
| PCGamesN       | 9/10   |
| VG247          | [ 64 ] |

Cyberpunk 2077 у версії для ПК зібрала на агрегаторі Metacritic середню оцінку 86 балів зі 100. Критики позитивно оцінили візуальний стиль і деталізацію ігрового світу, опрацювання персонажів і побічних завдань, як і рольову складову гри. Критика переважно була спрямована на велику кількість помилок і погану оптимізацію гри.
Сем Лаврідж з Games Radar+ відзначив винятково деталізований, насичений подіями світ гри, візуальний стиль, де високі технології сусідують з приземленим життя, та варіативність як сюжету загалом, так і шляхів вирішення тіє самої проблеми. Головним недоліком вказувалася невелика тривалість сюжету, що компенсується можливістю пройти його різними способами. Окремо підкреслювалося, що гра сповна розкриває свій графічний потенціал при ввімкненні трасування променів з такими відеокартами, як Nvidia RTX 3080.
Джеймс Біллкліфф з VG247 позитивно відгукнувся про масштаби міста в Cyberpunk 2077, як і рівень деталізації. Водночас він назвав стелс найслабшою частиною ігрового процесу, адже вирішувати конфлікти силою переважно простіше, а гра ніяк не винагороджує вкладені зусилля. Крім того, зауважувалося, що початок гри, незалежно від обраного минулого Ві, відрізняється місцем дії, але не поведінкою протагоніста.
Том Маркс з IGN писав, що Cyberpunk 2077 суттєво відрізняється як від більшості рольових ігор, так і ігор CD Project, оскільки структура її сюжету нагадує не дерево з відгалуженнями, а кущ, де з самого початку пропонується різний шлях. Завдання різноманітні, від глибоко емоційних до гумористичних, і місцями мають доречний «дорослий» гумор. Похвалу здобула музика, зокрема під час боїв. Окремо виділялася тема помилок, які нерідко псують враження, перетворюючи недоречними зависаннями предметів у просторі чи їх зникненням серйозні сцени в комічні. Тож гра потребує доопрацювання, хоча якісь виконання ігрового світу та графіка напевне стануть зразковими для наступних рольових відеоігор з відкритим світом.
Версії для консолей отримала суттєво нижчі оцінки: 53 бали зі 100 для PlayStation 4 і 55 зі 100 для Xbox One. Рецензенти відзначили численні технічні проблеми на базових версіях консолей.
Дастін Леґері з IGN, відгукнувся про версії для Xbox One і PlayStation 4, що порівняно з версією для ПК, складно повірити ніби це та сама гра. Консольні версії сильно поступаються як у якості графіки, так і продуктивності та стабільності. Частота кадрів часто падає до 30, а в особливо динамічних сценах боїв до 20-10. Часом вся гра просто несподівано «падає». Тому Дастін Лаґері радив взагалі не грати в Cyberpunk 2077 на консолях, якщо це не їх Pro-версії, а дочекатися виходу патчів.
Шубханкар Парідат з Gaming Bolt описав, що попри варіативність проходження та видатну деталізацію світу й непоганий основний сюжет, побічні квести не завжди однаково якісні та з часом перетворюються на рутину, система майстрування марна, а помилки консольних версій роблять її проходження якщо не неможливим, то точно позбавляють задоволення.
Джо Епсі з PlayStation Universe також висловився, що якщо на PlayStation 5 гра хоча б гарно виглядає, то на PlayStation 4 графіка жахлива. До того ж на PlayStation 4 Cyberpunk 2077, попри гіршу графіку, завантажує локації довше. Вона «падає» кожні 45-60 хвилин, що змушує перегравати доволі великі епізоди.
Вже коли CD Projekt Red розсилала журналістам примірники гри, ті ставилися підозріло, позаяк журналістам дісталися виключно версії для ПК. У «New Yourk Times» відгукнулися про це: «Якщо розробники створили функціонуючу гру для користувачів ПК, то Cyberpunk була глючна і часто падала на консолях наступного покоління, таких як PlayStation 5 та нових пристроях Xbox. Гірше того, на старих консолях, таких як PlayStation 4 та Xbox One, гра заледве працювала». Типовими помилками виявилися проходження персонажів крізь споруди, безпричинні вибухи автомобілів, поставлення персонажів у нерухому хрестоподібну позу (стандартна початкова поза в програмах для 3D-моделювання та анімації) та часом зникнення на персонажах штанів.

### Продажі
Cyberpunk 2077 було передзамовлено 8 млн разів. З-поміж проданих копій 74 % припали на цифрові. Cyberpunk 2077 стала третьою найпродаванішою грою в GOG.com і бестселером Steam у КНР. Прибутки від попередніх замовлень покрили витрати CD Projekt Red на розробку й маркетинг у 2020 році. Проте після перших чотирьох днів після випуску продажі суттєво зменшились через новини про погану оптимізацію та помилки.
Cyberpunk 2077 у перші 12 годин налічувала понад 1 млн одночасних гравців у Steam. Версія для PlayStation 4 продалася у Японії за перший тиждень накладом 104687 фізичних копій, ставши другою найпродаванішою грою за такий термін, поступившись тільки Momotaro Dentetsu: Showa, Heisei, Reiwa mo Teiban!.
Через численні скарги покупців консольних версій гри, за Cyberpunk 2077 магазини стали масово повертати кошти. CD Projekt Red пообіцяла приймати скарги до 21 грудня 2020 року. Електронні магазини Xbox Store, PlayStation Store, Steam, Amazon, Best Buy, Walmart, GameStop і GOG повідомили, що відшкодують продаж неякісної гри, не зважаючи скільки часу в грі вже проведено. Таке становище стало унікальним, адже зазвичай гравцям дається кілька годин чи днів, після чого повернути кошти неможливо. Sony взагалі зняла Cyberpunk 2077 з продажів у PlayStation Store 18 грудня, повернувши тільки 21 червня. При цьому грати рекомендувалося на PlayStation 4 Pro чи PlayStation 5. В Steam станом на 6 січня гру покинули вже понад 75 % гравців, які її придбали.
Кампанія з повернення коштів позначилася на акціях CD Projekt. Як повідомила GamesIndustry.biz, ціна акцій CD Projekt падала вже з 4 грудня, коли наближався випуск гри. Тоді ціна акцій знизилася на 29 % з 443 злотих за акцію до 310,6 злотих. Після випуску вона знизилася ще на 21 % з 395,8 злотих до 296 злотих. Згідно Bloomberg, збитки засновникам CD Projekt можуть сягнути $1 млрд при тому, що вартість 34 % акцій, якими володіють первинні чотири засновники (Адам Кіцінський, Марцін Івінський, Петро Нелубович та Міхал Кіцінський.), складає 3 млрд. Після вибачень та пропозицій відшкодування ціни на акції знову зросли на 5 %. Ілон Маск 28 січня 2021 року схвально відгукнувся про дизайн гри в Твіттері, що швидко підняло акції CD Projekt на понад 19 %. До кінця травня 2021 року CD Projekt втратила 65 % очікуваних прибутків через стан Cyberpunk 2077.

### Нагороди
| Рік  | Нагорода                           | Категорія                                               | Результат | Прим.  |
| ---- | ---------------------------------- | ------------------------------------------------------- | --------- | ------ |
| 2013 | FITC Awards                        | Краща анімація (People's Choice)                        | Перемога  | [ 28 ] |
| 2013 | Golden Trailer Awards              | Кращий трейлер відеогри                                 | Номінація | [ 30 ] |
| 2018 | Game Critics Awards                | Спеціальна похвала за графіку                           | Перемога  | [ 87 ] |
| 2018 | Game Critics Awards                | Спеціальна похвала за інновації                         | Перемога  | [ 87 ] |
| 2018 | 2018 Golden Joystick Awards        | Найочікуваніша гра                                      | Перемога  | [ 45 ] |
| 2018 | Gamers' Choice Awards              | Найочікуваніша гра                                      | Номінація | [ 88 ] |
| 2019 | Game Critics Awards                | Спеціальна похвала за графіку                           | Перемога  | [ 54 ] |
| 2019 | 2019 Golden Joystick Awards        | Найочікуваніша гра                                      | Перемога  | [ 46 ] |
| 2019 | Titanium Awards                    | Найочікуваніша гра                                      | Перемога  | [ 47 ] |
| 2020 | 18th Visual Effects Society Awards | Видатний анімований персонаж у рекламному ролику (Декс) | Перемога  | [ 89 ] |